# Сосновец-Казимеж
Сосновец-Казимеж  (пол. Sosnowiec Kazimierz) — узловая железнодорожная станция в городе Сосновец (расположенная в дзельнице Казимеж Гурничы), в Силезском воеводстве Польши. Имеет 3 платформы и 3 пути.
Станция построена в 1887 году, когда эта территория была в составе Царства Польского.